# Абелла Андерсон
Абелла Андерсон (англ. Abella Anderson; нар. 16 червня 1988, Маямі, Флорида, США) — американська модель та порноакторка.

## Біографія
Почала зніматись у 2011 у серіалі Bang Bros Living With Anna. під псевдонімом «Anna B». Пізніше в 2011 журнал Complex включив Андерсон до списку «The Top 100 Hottest Porn Stars Right Now.» Крім зйомок, також працювала хостес для одного з ритейлерів білизни у Нью-Йорку.

## Премії та номінації
| Year | Ceremony         | Result    | Award                                                          | Work                               |
| ---- | ---------------- | --------- | -------------------------------------------------------------- | ---------------------------------- |
| 2011 | NightMoves Award | Перемога  | Best New Starlet (Fan's Choice)                                | Н/Д                                |
| 2012 | AVN Award        | Номінація | Best New Starlet                                               | Н/Д                                |
| 2012 | Nightmoves Award | Перемога  | Best Latina Performer (Fan's Choice)                           | Н/Д                                |
| 2012 | XBIZ Award       | Номінація | New Starlet of the Year                                        | Н/Д                                |
| 2013 | AVN Award        | Номінація | Best Three-Way Sex Scene (B/B/G) (with Chris Strokes & Voodoo) | Ultimate Fuck Toy: Abella Anderson |
| 2013 | XBIZ Award       | Номінація | Best Scene — Gonzo/Non-Feature Release (with Jules Jordan)     | Ultimate Fuck Toy: Abella Anderson |